# Stylidium dichotomum
Stylidium dichotomum är en tvåhjärtbladig växtart som beskrevs av Dc. Stylidium dichotomum ingår i släktet Stylidium och familjen Stylidiaceae. Inga underarter finns listade i Catalogue of Life.

## Bildgalleri

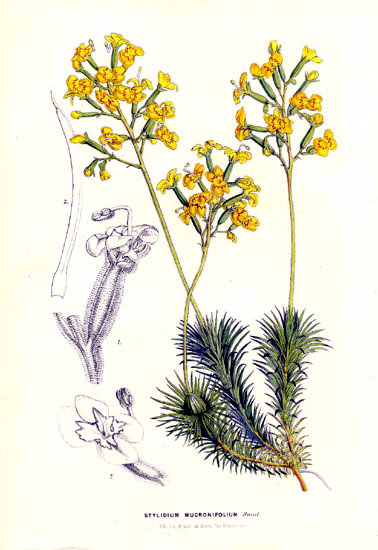
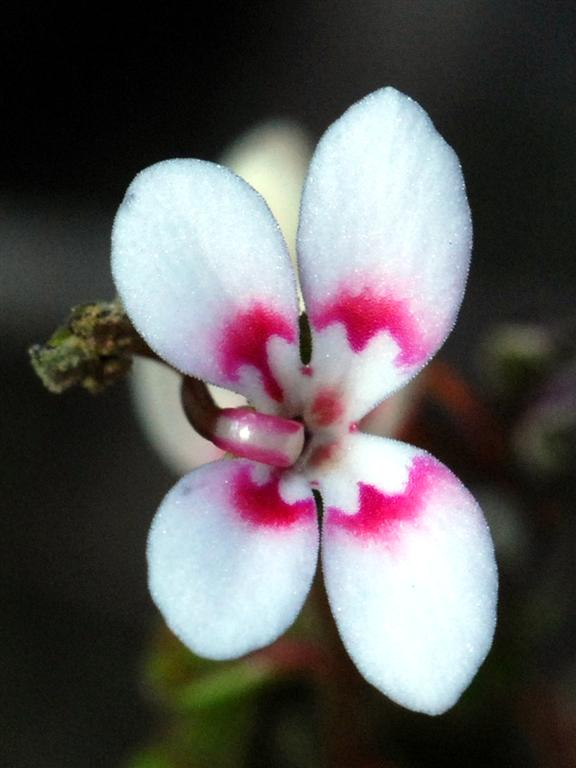
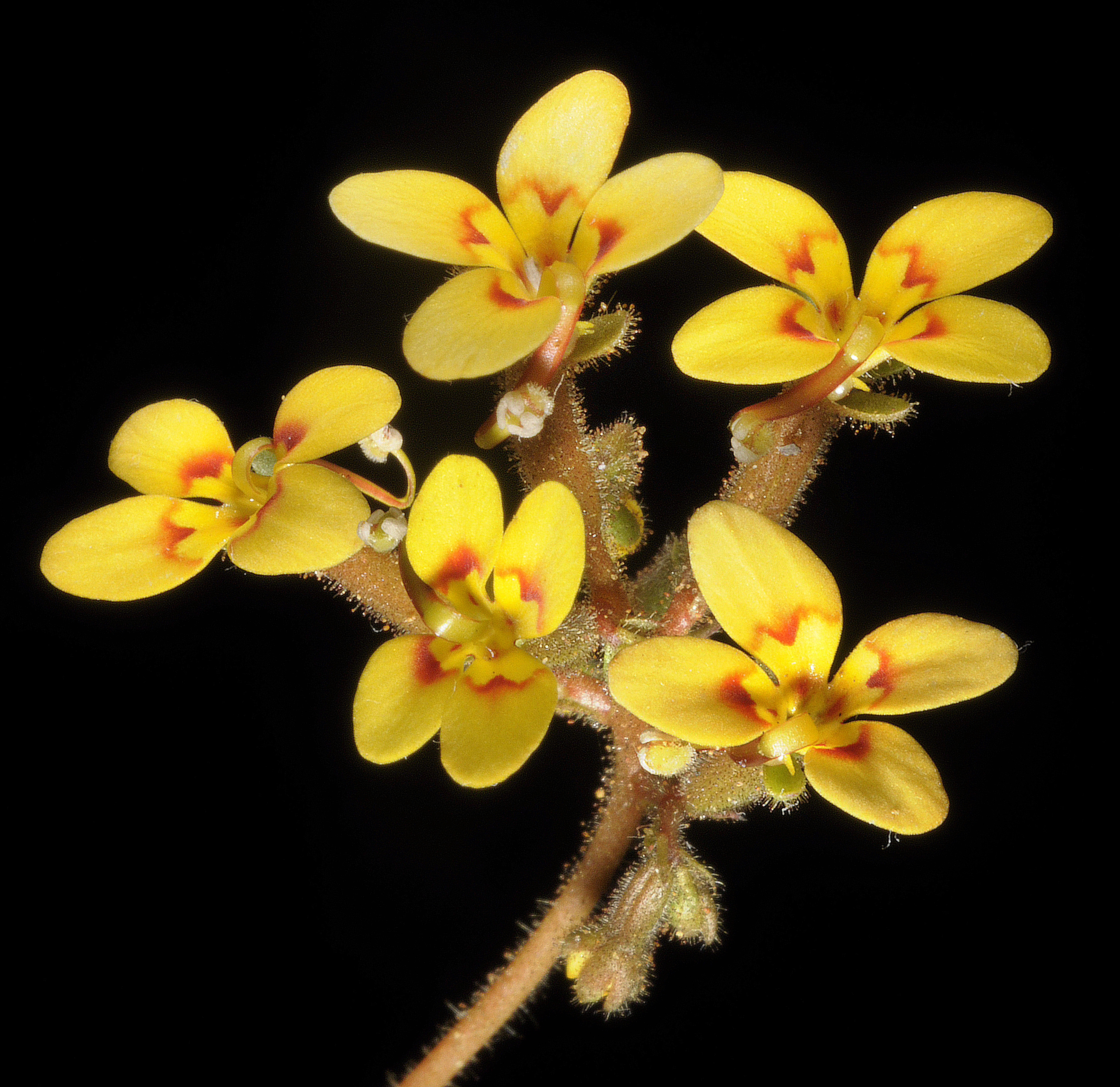